# Wurzbach
Wurzbach – miasto w Niemczech, w południowej części kraju związkowego Turyngia, w powiecie Saale-Orla. Leży ok. 33 km na południowy wschód od Saalfeld/Saale i ok. 45 km na północny zachód od Hof.